# Особняк Крайстчерч
Особняк Крайстчерч (англ. Christchurch Mansion), также известный, как Уайтпол-хаус (англ. Withipoll House) — здание I класса в городе Ипсуич в Англии, то есть здание, представляющее особый интерес. Особняк построен в XVI век. Большое кирпичное здание в тюдоровском стиле находится в Крайстчерч-парке в городе Ипсуич. В настоящее время особняк принадлежит городу. С 1895 года он является одним из двух зданий музея Ипсуича. В особняке хранятся коллекции изделий из керамики и стекла, располагается художественная галерея с картинами таких художников, как Джона Констебл и Томас Гейнсборо. Некоторые помещения здания сохранились в первоначальном виде, вместе с оригинальными предметами быта. Живописный парк вокруг особняка занимает площадь в двадцать восемь гектаров.
Парк Крайстчерч был разбит приоратом Святой Троицы в Ипсуиче и простирался до средневековых городских стен. Во время Реформации при короле Генрихе VIII место было приобретено торговцем и авантюристом Полом Уайтполом, основавшим здесь поместье. После его смерти в 1547 году, поместье, известное, как Крайстчерч Уайтпол, отошло к его сыну Эдмунду Уайтполу, построившему здесь в 1548—1550 годах Уайтпол-хаус. Первоначальная кладка сохранилась на первом этаже и заметна со внешней стороны здания, в то время, как его интерьеры были изменены последующими владельцами. Сохранился также девиз дома на латыни, высеченный на камне в 1549 году: «Относитесь к нему бережно, чтобы не быть вам в рассеянии».
Дочь строителя Уайтпол-хауса, Элизабет Уайтпол вышла замуж за Лестера Деверо, 6-го виконта Херефорда. Особняк перешёл во владение семьи Деверо, которая перестроила верхние этажи после пожара примерно в 1670 году. Тогда же было добавлено главное крыльцо. В 1734 году Клод Фоннеро купил особняк у Прайса Деверо, 10-го виконта Херефорда. Деверо-стрит за парком названа в честь этой семьи. В 1848 году владельцы особняка обустроили территорию вокруг него. В 1894 году особняк был куплен Феликсом Кобболдом у синдиката развития недвижимости, и тем самым здание было спасено от сноса. Кобболд, богатый местный предприниматель и филантроп, предложил передать его муниципальной корпорации Ипсуича для создания в нём музея и художественной галереи, и выделил ещё двадцать тысяч фунтов стерлингов на покупку для этого музея картин. Единственным условием филантропа было то, что муниципальная корпорация купит прилегающий к зданию парк для жителей Ипсуича. В феврале 1895 года особняк был передан городу, и в апреле 1895 года муниципальная корпорация Ипсуича приобрела центральную часть парка, а в 1928 году и верхний дендрарий, находившейся в общественном пользовании с 1848 года.
Реставрация особняка, перед его открытием для общественности, была поручена архитектору Джону Шейуэллу Кордеру. Реконструкция здания в качестве музея была проведена Фрэнком Вулноу, куратором музея муниципальной корпорации Ипсуича, или музея Ипсуича, в 1893—1920 годах. При Вулноу, активном члене Ассоциации музеев и Клуба грубиянов, в особняке проводились ежегодные совещания различных обществ в образовательных целях. В это же время в нём выставлялась археологическая коллекция Нины Фрэнсис Лейард, над которой ей было доверено почетное кураторство. При кураторе Гае Мейнарде с 1920 по 1952 год собрания музея значительно пополнились предметами декоративного искусства и мебели. В 1927 году в особняке Крайстчерч прошла выставка, посвящённая двухсотлетию со дня рождения Томаса Гейнсборо, на которой также были выставлены картины кисти Джорджа Фроста и Джона Констебля. Собрания музея превратили его в культурный центр национального значения.